# Synagoge (Scharhorod)

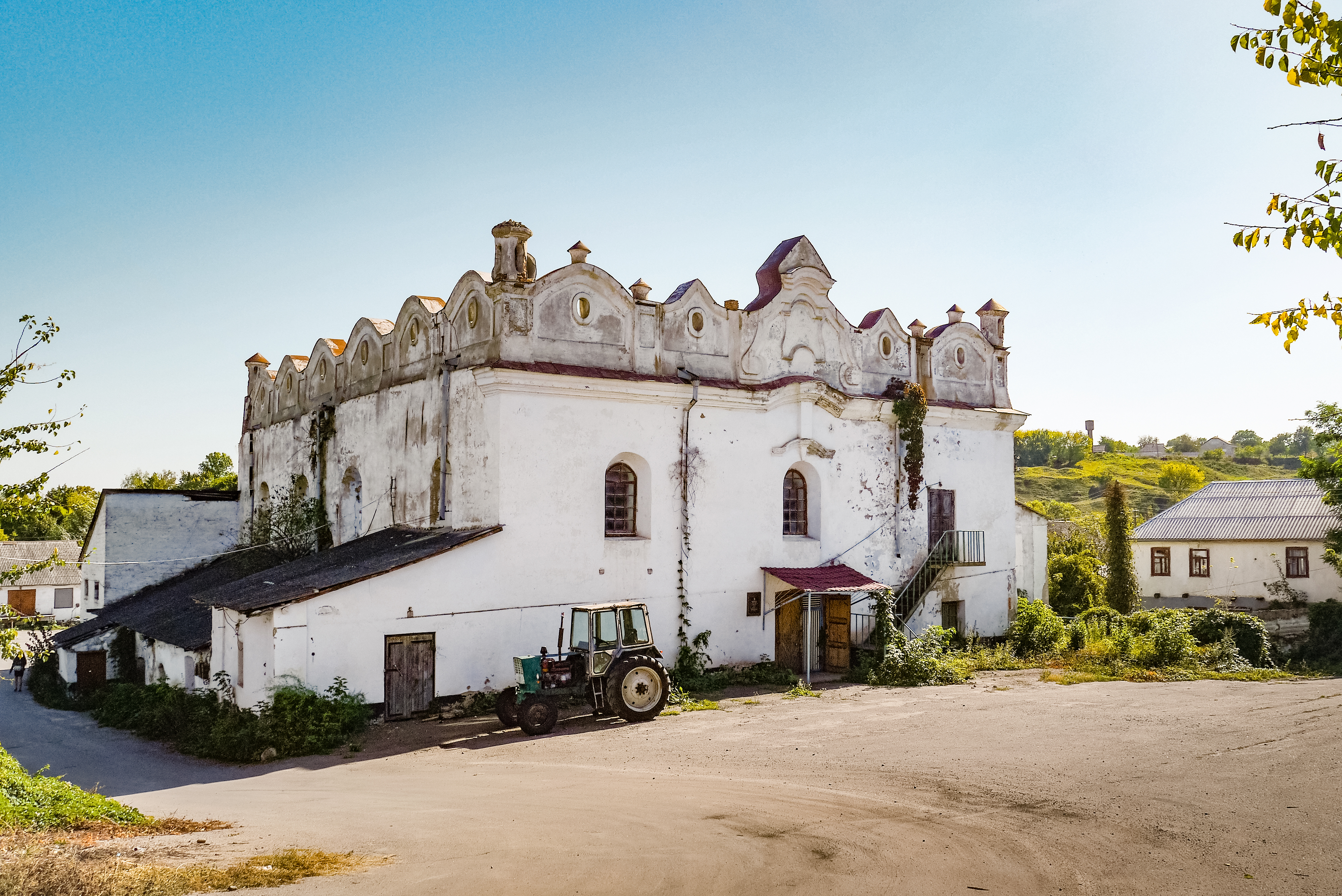
Synagoge in Scharhorod

Die Synagoge in Scharhorod, einer ukrainischen Stadt in der Oblast Winnyzja, wurde 1589 errichtet und ist damit eine der ältesten Synagogen in der Ukraine.

## Architektur
Die Synagoge wurde als Wehrsynagoge mit ein bis zwei Meter dicken Wänden erbaut. Der Hauptraum hat einen quadratischen Grundriss von 15 × 15 m, der als Gebetsraum für die Männer diente. An der Nord- und Westseite befinden sich Anbauten als Gebetsräume für die Frauen. Entlang der Umfassung ist der Raum durch vier Säulen aufgeteilt, die mit Stuckfragmenten aus dem 18. und 19. Jahrhundert verziert sind.

## Geschichte
Während der türkischen Besetzung Schargorods zwischen 1674 und 1699 wurde die Synagoge zu einer Moschee umgebaut und nach der Vertreibung der Türken dann im 18. Jahrhundert wieder zu einer Synagoge zurückgebaut. In der Sowjetunion wurde sie in den 1930er Jahren profaniert und als Getränkelager genutzt.
Im Jahr 2012 wurde das Synagogengebäude an die kleine jüdische Gemeinde zurückgegeben.